# Cruising
Cruising (Brasil: Parceiros da Noite / Portugal: A Caça)  é um filme estadunidense de 1980 do género drama policial, roteirizado e dirigido por William Friedkin, baseado no romance Cruising, de Gerald Walker.
A banda de punk rock The Germs, de Los Angeles, gravou canções para a trilha sonora e aparece em cena tocando "Lion's Share".
O filme recebeu críticas por algumas abordagens feitas  tais como a da relação conflituosa do suposto assassino com seu pai imaginário (que aparece numa cena). Mas também é reconhecido como um retrato histórico dos excessos da comunidade gay de Nova Iorque nos anos pré-AIDS (década de 1970).

## Sinopse
No verão em Nova Iorque, cadáveres mutilados e partes de corpos humanos são encontrados pela polícia no Rio Hudson, que passa a investigar crimes de um assassino serial que atacaria homossexuais frequentadores noturnos de bares do West Village tais como The Eagle's Nest, The Ramrod e The Cock Pit, atraindo as vítimas para quartos em hoteis baratos ou lugares ermos, onde comete os crimes com uma faca. O policial Steve Burns é enviado para investigar esses lugares em busca de suspeitos, disfarçado de um homossexual, dada a sua semelhança física com as vítimas do assassino. Ele aluga um quarto num prédio na área e faz amizade com o homossexual amigável Ted que mora ao lado com um parceiro dançarino que no momento estaria em viagem.
Enquanto se aprofunda nas investigações, Steve reclama com seu chefe, o capitão Edelson, que o trabalho o estaria afetando. E o seu relacionamento com a namorada Nancy também se torna problemático.

## Elenco
- Al Pacino...Steve Burns
- Paul Sorvino...Capitão Edelson
- Karen Allen...Nancy Gates
- Richard Cox – Stuart Richards
- Don Scardino – Ted Bailey
- Joe Spinell – Patrulheiro DiSimone
- Jay Acovone – Skip Lea
- Randy Jurgensen – Det. Lefronskyk
- Barton Heyman – Dr. Rifkin
- Gene Davis – DaVinci
- Arnaldo Santana – Loren Lukas

## Recepção
No site agregador de críticas Rotten Tomatoes, 57% das 28 avaliações dos críticos são positivas.

## Produção
Philip D'Antoni, que fora o produtor do filme de 1971 de Friedkin The French Connection, oferecera ao diretor a ideia de filmar a novela Cruising escrita em 1970 pelo repórter do The New York Times Gerald Walker, sobre o assassino de homossexuais em Nova Iorque. Friedkin não ficou interessado até que Jerry Weintraub alguns anos depois apoiou o projeto. Nesse época apareceu o caso não resolvido de um assassino semelhante que fora objeto de artigos no Village Voice do jornalista Arthur Bell. Friedkin conhecera um policial (Randy Jurgenson) que trabalhara disfarçado como o protagonista Steve Burns, além de Paul Bateson, um assistente que aparecera no filme do diretor de 1973 The Exorcist, que confessara alguns daqueles assassinatos. Todos esses fatores teriam levado Friedkin a concordar em realizar a produção. Jurgenson e Bateson serviram como consultores, assim como Sonny Grosso que trabalhara com Friedkin em The French Connection. Jurgenson e Grosso apareceram como figurantes no filme.
Nas pesquisas para o filme, Friedkin contatou mafiosos que eram proprietários de bares gay da cidade.
Al Pacino não era a primeira escolha para o papel do protagonista. Richard Gere se interessara e Friedkin negociou sua contratação que acabou não sendo finalizada.